# Pallamano Città Sant'Angelo
La ASD Polisportiva Città Sant'Angelo, in precedenza Pallamano Città Sant'Angelo, è una società di pallamano di Città Sant'Angelo.

## Storia

### Inizi
La società sportiva Pallamano Città Sant'Angelo nasce nel 1978 dietro iniziativa dei maestri Tonino Castagna e Domenico Terenzi, che porta e fa conoscere l'handball inizialmente nelle scuole, successivamente fonda la squadra che partecipò a varie manifestazioni e tornei.
Nel 1980/1981 l'H.C. C.S.A. partecipa al suo primo campionato con un gruppo molto giovane e conclude la sua prima esperienza con il sesto posto, che spinse il presidente Tonino Castagna e l'allenatore Domenico Terenzi a dedicare gran parte del loro tempo libero ad insegnare la pallamano. 
Il 1981/1982 l'H.C. C.S.A. viene promosso in Serie C. Giovani atleti si misero in bella evidenza tra i quali Giampaolo Michelassi, Ferdinando Giansante, Enio Remigio, Vincenzo Aliprandi, Gabriele Travaglini, Luciano Travaglini e Giuliano Natale. 
L'anno successivo 1982/1983 l'allenatore Gigi Nori (arrivato da Pescara che in quegli anni era in Serie B) porta insieme a sé dal capoluogo il forte Moreno Lembo e la squadra conquista la 3ª posizione. 
Nel 1983/1984 arriva il fuoriclasse di Knin (Jugoslavia) Zelimir Prijic, con 193 gol, e si raggiunge la 2ª posizione. In quell'anno però la pallamano è funestata da tragici eventi, scompare in giovanissima età (per un incidente automobilistico) uno dei suoi giocatori, Gauro Giammarino, al quale fu anche dedicata una statua di bronzo. 
Il 1984/85 l'H.C. C.S.A. è 3° benché si fosse rinforzato acquistando Francesco Innamorato (Conversano A/1).

### Promozioni
Tutt'altra storia è il campionato 1985/86. C'è l'exploit di un giovanissimo Enzo D'Arcangelo, dei pallonetti di Giampaolo Michelassi, dei blocchi di Ferdinando Giansante e Luciano Travaglini, le bordate di Enio Remigio e di Enrico De Luca; l'H.C. C.S.A. vinse il campionato precedendo il Castellana Grotte e il Chieti. 
Nella stagione 1986/87 l'H.C.C.S.A. si replica con un'altra promozione, in Serie A2.
Per il campionato 1987/88 all'H.C. C.S.A. arriva anche un altro Slavo, Branko Milievojevic, e anche grazie a lui conquista il 7º posto. 
Nel successivo campionato 1988/89 con diversi acquisti azzeccati da Castagna e lo spareggio di Campobasso contro il Fondi, la squadra entra in Serie A1. 
L'anno 1989/90 con i vari Da Rui, Manzoni, Milievojevic ed i locali Enrico De Luca e Edoardo Polidoro conclude all'8º posto. Ma nella stagione 1990/91 l'H.C.C.S.A. si ferma alla 12ª posizione e viene retrocesso. 
Il 1991/92 in serie A2 raggiunge la 5ª posizione, ma sia per investimenti sbagliati sia per la mancanza di fondi e di collaboratori capaci, Castagna ebbe difficoltà e la stagione 1992/93 l'H.C. C.S.A. arrivò 10° tanto che fu retrocesso in serie B.

### Gli anni bui
Il 1993/94 e 1994/95 sono gli anni più neri. Solo la squadra femminile brilla conquistando la serie A2, ma Castagna non le iscrive al campionato per mancanza di fondi. Sono due anni pericolosi, ma il nuovo Palasport sta per essere concluso, rientra in squadra Enio Remigio (assente per 8 anni), si ricreano i presupposti per far rientrare Enrico De Luca e Enzo D'Arcangelo (diversi anni di militanza in Serie A1 a Conversano), tanti giovani si mettono in luce tra i quali emerge Nicola D'Arcangelo. Tuttavia Tonino Castagna si ammala ed in brevissimo tempo precipita in una situazione di debilitazione fisica. Fa appena in tempo ad inaugurare il Palasport: muore 15 giorni dopo. L'H.C. C.S.A. ha vinto il campionato, sovvertendo tutti i pronostici, vincendo nell'ultima partita il Chieti e superandolo di 2 punti.

### La rinascita
Il Presidente Gabriele Di Domenico (ex Teramo) prende il posto di Castagna.
Il 1996/97 l'H.C.C.S.A. in A2 è 4°. 
Nel 1997/98 arriva il primo straniero dopo diversi anni, Hrvoje Ujakovic, ma non sfruttato a dovere, si rivela poco incisivo, tanto che rescinde il suo contratto tornando in Croazia 5 giornate prima della fine del campionato e la squadra si classifica al 5º posto. Si mettono in mostra giovani talenti quali Nicola D'Arcangelo, Roberto D'Alonzo, Fabrizio Zuccarini, Paolo Cotellessa e gli esperti Željko Matković, Enrico De Luca, Vincenzo Ruggieri, Silvio Collevecchio e Andrea Marzuoli. 
Nel 1998/99 sfiora la promozione in A1 preceduto dal Merano. Nell'estate 1999 l'H.C. C.S.A. stringe una proficua collaborazione con il Gymnasium Bologna ed acquisisce i titoli dallo stesso ed a sua volta cede i propri all'Imola. Si fonde una nuova Società che prende il nome di Handball Città S. Angelo che entra di diritto in Serie A1 Maschile. Lo sponsor storico CARIPE dopo 12 anni di collaborazione lascia la sponsorizzazione unica, riservandosi solo un piccolo spazio, ma l'handball C.S.A. incontra un imprenditore locale, con un'azienda nel campo degli arredobagni, il Dott. Alfredo Savini. 
Nel campionato 1999-2000 diviene Handball Savini Arredobagni, ma la squadra viene retrocessa in serie A2.

### L'arrivo di Jurina
Tuttavia la Società, guidata dal Presidente Spinelli Marco, ha ingaggiato il noto Pavle Jurina, medaglia d'oro alle Olimpiadi di Los Angeles nel 1984, e sovverte ogni pronostico: la squadra vince il campionato 2000/2001 con largo margine sulle inseguitrici Rosolini, Chieti, Gaeta, e raggiunge la massima serie.
La stagione 2001/2002 non va come nei presupposti, la buona campagna acquisti, tra i quali Jevtic, Pavelic, Bejan non dà i frutti sperati e la compagine allenata da Pavel Jurina conquista solo sette punti, retrocedendo.
Il campionato 2002/2003 invece è molto buono; i ragazzi di Jurina, quasi tutti di Città Sant'Angelo, esprimono un'ottima pallamano, grazie all'apporto di D'Arcangelo, uno dei migliori centrali italiani. La squadra conquista il terzo posto. Con le squadre giovanili si raggiungono dei buoni traguardi, con l'under 19 alle fasi nazionali si sfiora la finale, mentre l'under 16 conquista la quarta posizione, preceduto nell'ordine da Prato, Cologne e Bressanone.
L'anno 2004/2005 non è entusiasmante per la squadra maggiore, ma tra alti e bassi riesce a fare un campionato dignitoso, specialmente nella prima parte. Poi nel girone di ritorno si perdono diversi punti e il team arancionero raggiunge la nona posizione. La non brillante stagione è principalmente dovuta alla scelta del capitano D'Arcangelo di andare a giocare ad Ancona. L'under 18 invece vince il titolo regionale e si fa onore nelle fasi nazionali.

### Storia recente
Nell'anno 2005/2006, per mancanza di sponsor, rinuncia alla serie A2 e partecipa al campionato di B. Strada facendo la pallamano Città Sant'Angelo si fonde con la Pharmapiù Sport di Gabriele Bankowsky. I ragazzi sfiorano la promozione sul campo dopo la finale contro il Cus Chieti. La sfida in campo è persa ma la squadra viene ripescata in A2. In estate arriva la performance giovanile, l'under 18 di mister Ernani Savini è vicecampione d'Italia, preceduto solo dal Fasano. 
La stagione 2006/2007 è anch'essa buona, la Pharmapiù Sport prosegue il suo cammino assieme al sodalizio del presidente Enio Remigio. Si punta molto sul settore giovanile e la squadra è formata prevalentemente da locali. Gli unici pendolari sono Milia, Paolucci e Di Cocco. Alla fine del campionato la squadra conquisterà il settimo posto. 
La compagine angolana è una delle più importanti e di riferimento della regione Abruzzo ed il suo vivaio giovanile in continuo rinnovamento (pluridecorato sia in ambito regionale che nazionale), permette che la prima squadra presenti sempre nuovi giovani elementi promettenti.
Nel campionato 2007/2008 partecipa con la prima squadra al campionato di Serie A2. L'inizio, a causa del grave infortunio di Paolucci, non è entusiasmante. Con l'allenatore De Luca e il preparatore atletico Forcella è arrivato il possente terzino romeno Stefan Ispas Dragos. 
La società partecipa con successo, con le squadre giovanili Under 18, 16, 14 e 12, ai vari campionati di categoria. Nel mese di dicembre la magra classifica (ultimo posto) impone al presidente Enio Remigio una sterzata, ingaggiando Settimio Massotti. Teramano, 43 anni, è il nuovo tecnico della pallamano Pharmapiù Sport Città Sant'Angelo, che in questa stagione affronta il campionato di serie A2 di pallamano maschile e va a sostituire Enrico De Luca. 
Massotti, che ha ricoperto fino a due anni prima anche il ruolo di selezionatore della Nazionale di pallamano dell'Italia, nella sua carriera di giocatore ha disputato 26 campionati di serie A con le maglie di Teramo, Forze Armate, Gaeta, Trieste, Prato, Rubiera e Ascoli, raccogliendo solo successi (4 scudetti e 3 Coppe Italia) sfiorando quota 4.000 reti realizzate. Non a caso nel 2000 il Corriere dello Sport-Stadio lo ha definito “il giocatore italiano di pallamano del secolo”. In campo internazionale, sempre con la maglia della nazionale italiana che ha vestito per la prima volta nel 1984, vanta il più alto numero di presenze (304) con quasi 1.400 realizzazioni, ha partecipato a 6 edizioni dei Mondiali (fino a Kumamoto-Giappone 1997) e ha conquistato la medaglia d'argento ai Giochi del Mediterraneo di Bari nel 1997. A novembre 2002 è stato nominato dalla Federazione Italiana Giuoco Handball allenatore della Nazionale seniores e responsabile tecnico delle selezioni azzurre fino al 2005. Con la maglia della sua città, Massotti oltre ad aver contribuito a raggiungere ottimi posti in classifica nei vari campionati di serie A ha giocato anche in campo internazionale (tre Coppe europee con Campo del Re Teramo, Wampum Teramo e Tonini). 
La squadra reagisce e dopo una serie di vittorie chiude la stagione al terzo posto in classifica generale.
Nel campionato 2008/2009 la squadra si classifica al terzo posto finale senza poter disputare i play-off per salire di categoria. Alla fine della Stagione l'allenatore Massotti lascerà la squadra la cui direzione è affidata al giocatore D'Arcangelo in collaborazione col professore Forcella.
Nel campionato 2010/2011 torna a vestire la maglia arancione il terzino Sebastiano Menna e vengono riconfermati il crotonese Alessandro Facchini e il teramano Alessio Collevecchio. La squadra guidata dall'allenatore-giocatore Nicola d'Arcangelo e da Milan Milosevic, si classifica al primo posto nella fase regolare di A2, vincendo tutte le partite e si classifica per i play-off. Vince con un turno d'anticipo il derby contro il Pescara e torna in A1 dopo 8 anni. Nella stagione 2015/2016 la rosa è nella massima serie, ovvero la Serie A1

## Cronistoria
- 2009-10 - in Serie A2
- 2010-11 - 1ª in Serie A2
- 2011-12 - Serie A1
- 2022-23 - 5ª in Serie B Area 6 nella Regular Season
- 2023-24 - 3ª in Serie B Area 6 nella Regular Season / 4ª nei playoff

## Rosa della Prima squadra stagioni 2023-2025

### Serie B 2024/2025
- 1- Solitro Leonardo Giuseppe (portiere)
- 2- Sousa Oliveira Juan Pablo (portiere)
- 3- Chiaversoli Michele Junior (pivot/centrale)
- 5- Tenisi Andrea (pivot)
- 8- Hyka Alessio (terzino)
- 9- Nardulli Ivan (terzino)
- 10- Taricani Francesco (ala)
- 11- Di Simone Daniele (terzino)
- 16- Cucinieri Paride (portiere)
- 17- Potenza Mirko (ala)
- 18- Guardascione Leopoldo (ala)
- 19- Di Cocco Giovanni (pivot)
- 20- Presutti Antonio Gabriele (ala)
- 21- Natale Giuseppe (ala)
- 24- Di Tecco Federico (terzino/centrale)(capitano)
- 32- Munoz Carrasco Yeffry Jose (ala)
- 33- Angelini Enrico (ala/terzino/centrale)
- 42- Ajaara Mohamed (ala)
- 77- Esposito Vincenzo (ala)
- 98- Esposito Marco (pivot)
- D'Elia Gabriele (allenatore)
- Dejoannon Valentina (allenatore)
- Igor Grottini (massoterapista)

### Serie B 2023/2024
- 1- Chiaversoli Michele Junior (ala)
- 2- Di Prinzio Massimo (pivot)
- 5- Tenisi Andrea (pivot)
- 6- Ricci Nicola (ala)
- 7- Tenisi Matteo (ala)
- 8- Hyka Alessio (terzino)
- 9- Nardulli Ivan (terzino)
- 10- Taricani Francesco (ala)
- 11- Di Simone Daniele (terzino)
- 13- Di Cocco Giovanni (pivot)
- 14- Morini Jacopo (terzino)
- 16- Cucinieri Paride (portiere)
- 17- Potenza Mirko (ala)
- 21- Natale Giuseppe (ala)
- 22- Nardulli Dennis (centrale/terzino)
- 24- Di Tecco Federico (terzino/centrale)(capitano)
- 32- Sulaj Aulent (pivot)
- 33- Angelini Enrico (ala/terzino)
- 40- Solitro Leonardo Giuseppe (portiere)
- 51- Semprini Fabrizio (terzino)
- 99- Di Simone Matteo (portiere)
- D'Elia Gabriele (allenatore)
- Dejoannon Valentina (allenatore)
- Igor Grottini (massoterapista)

## Rosa della prima squadra stagione 2008/2009
- D'Arcangelo Nicola (centrale)
- D'Alonzo Matteo (ala sinistra, destra)
- Di Cesare Andrea (terzino)
- Di Cocco Remì (portiere)
- Gabriele Davide (portiere)
- Gabriele Manuel (centrale, terzino)
- Gabriele Marcello (Capitano) (centrale, jolly)
- Ipsas Dragos Stefan (terzino)
- Martellini Matteo (portiere)
- Martellini Mauro (terzino)
- Marzuoli Andrea (ala sinistra)
- Milia Ugo (pivot)
- Facchini Alessandro (ala destra)
- Paolucci Roberto (ala destra, terzino)
- Presutti Claudio (ala sinistra)
- Colleluori Stefano(terzino)
- Isibor Roberto (terzino)
- Mazzocchetti Andrea (centrale)
- Giammarino Gauro  (terzino, centrale)

## Rosa della prima squadra stagione 2007/2008
- De Luca Enrico (centrale)
- D'Alonzo Matteo (ala sinistra, destra)
- Di Cesare Andrea (terzino)
- Di Cocco Remì (portiere)
- Forcella Antonio (ala sinistra, destra)
- Gabriele Davide (portiere)
- Gabriele Manuel (centrale, terzino)
- Gabriele Marcello (Capitano) (centrale, jolly)
- Ipsas Dragos Stefan (terzino)
- Martellini Matteo (portiere)
- Martellini Mauro (terzino)
- Marzuoli Andrea (ala sinistra)
- Milia Ugo (pivot)
- Paolucci Roberto (ala destra, terzino)
- Presutti Claudio (ala sinistra)
- Remigio Raffaele (pivot)A

## Rosa della prima squadra stagione 2015/2016
- Andrea Colleluori (portiere)
- Marco Ciarrocchi (pivot)
- Alessandro Facchini (ala dx)
- Claudio Presutti (ala sx) (capitano)
- Roberto Pieragostino (centrale, terzino)
- Roberto Paolucci (ala dx)
- Manuel Gabriele (centrale, terzino)
- Marcello Gabriele (centrale, jolly)
- Francesco Florindi (terzino)
- Mauro Martellini (terzino)
- Sebastiano Menna (terzino)
- Andrea Mariotti (portiere)
- Francesco Rigante (jolly)
- Raffaele Remigio (pivot)
- Nicola D'Arcangelo (allenatore)